# Gürzenich (Düren)
Gürzenich is een plaats in de Duitse gemeente Düren, deelstaat Noordrijn-Westfalen, en telt 6.163 inwoners (31-12-2020).

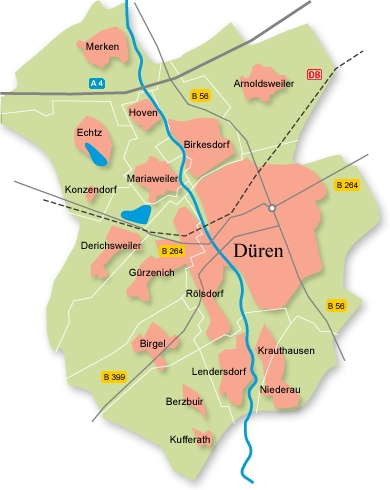
Kaart der stadsdelen van Düren

Gürzenich ligt direct ten westen van de stad Düren zelf.

## Economie

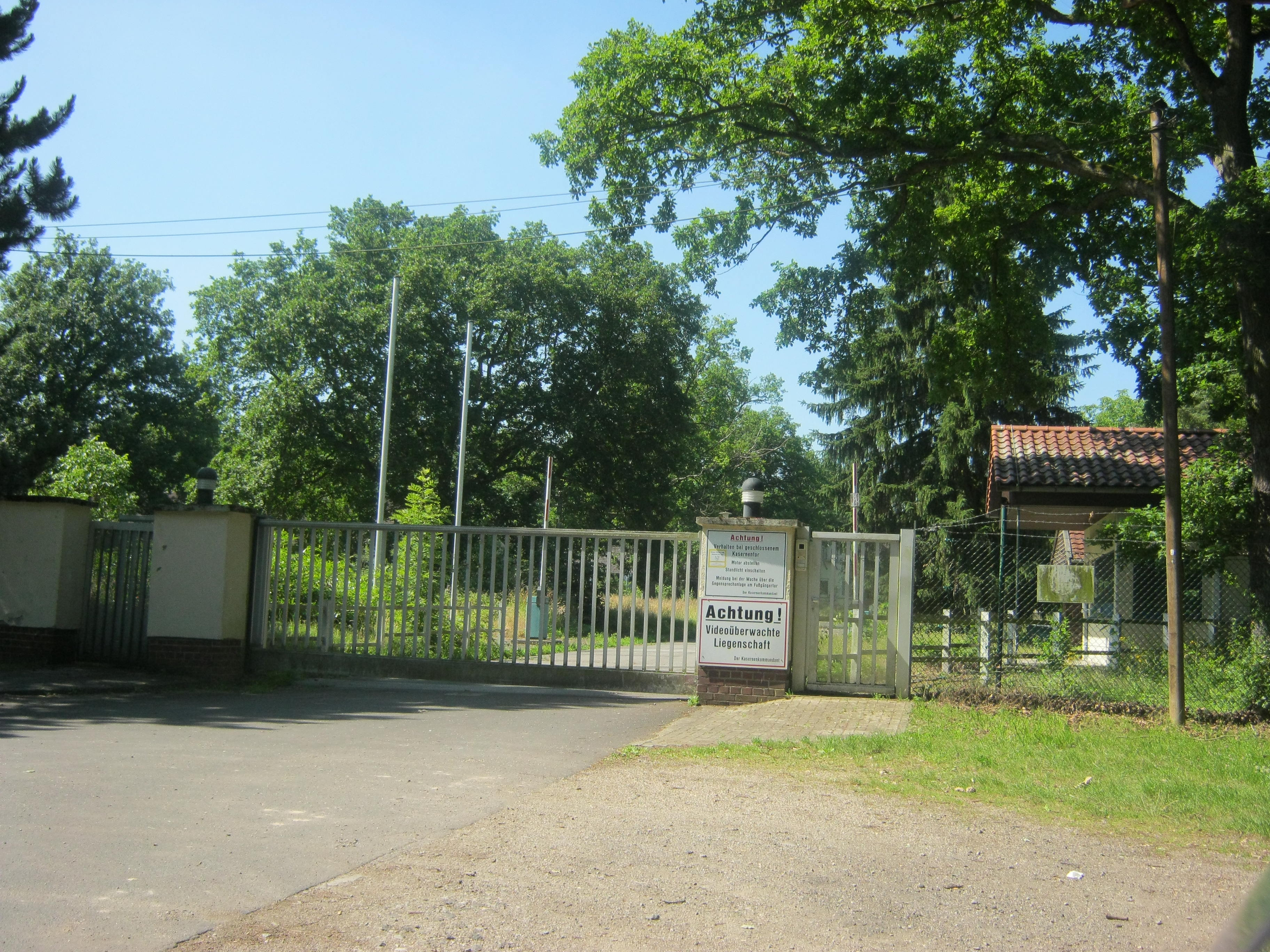
Kazerne (voor de sluiting)

Van 1953 tot 2015 was de aanwezigheid van de grote Gürzenich-Wald-kazerne (met munitiedepot) van de Bundeswehr van belang voor de plaatselijke economie. In 2015 werd de kazerne gesloten. De woonruimtes voor de soldaten zijn daarna als opvang voor vluchtelingen en asielzoekers in gebruik genomen.
Het dorp is tegenwoordig een voorstad van Düren met veel woonwijken.

## Bezienswaardigheden
- De eeuwenoude, tot 1802 tot een klooster behorende herenboerderij Weiherhof met achterliggend park; dit Schillingspark wordt als het fraaiste van alle Dürener stadsparken beschouwd.
- De  35 hectare (waarvan 10% toegankelijk voor publiek) grote recreatieplas Dürener Badesee, ontstaan in een enorm gat dat gegraven was voor de winning van bruinkool in dagbouw (1941-1956).
- In het dorp staan enkele markante gebouwen, waaronder twee kapellen en enige oude vakwerkhuizen.

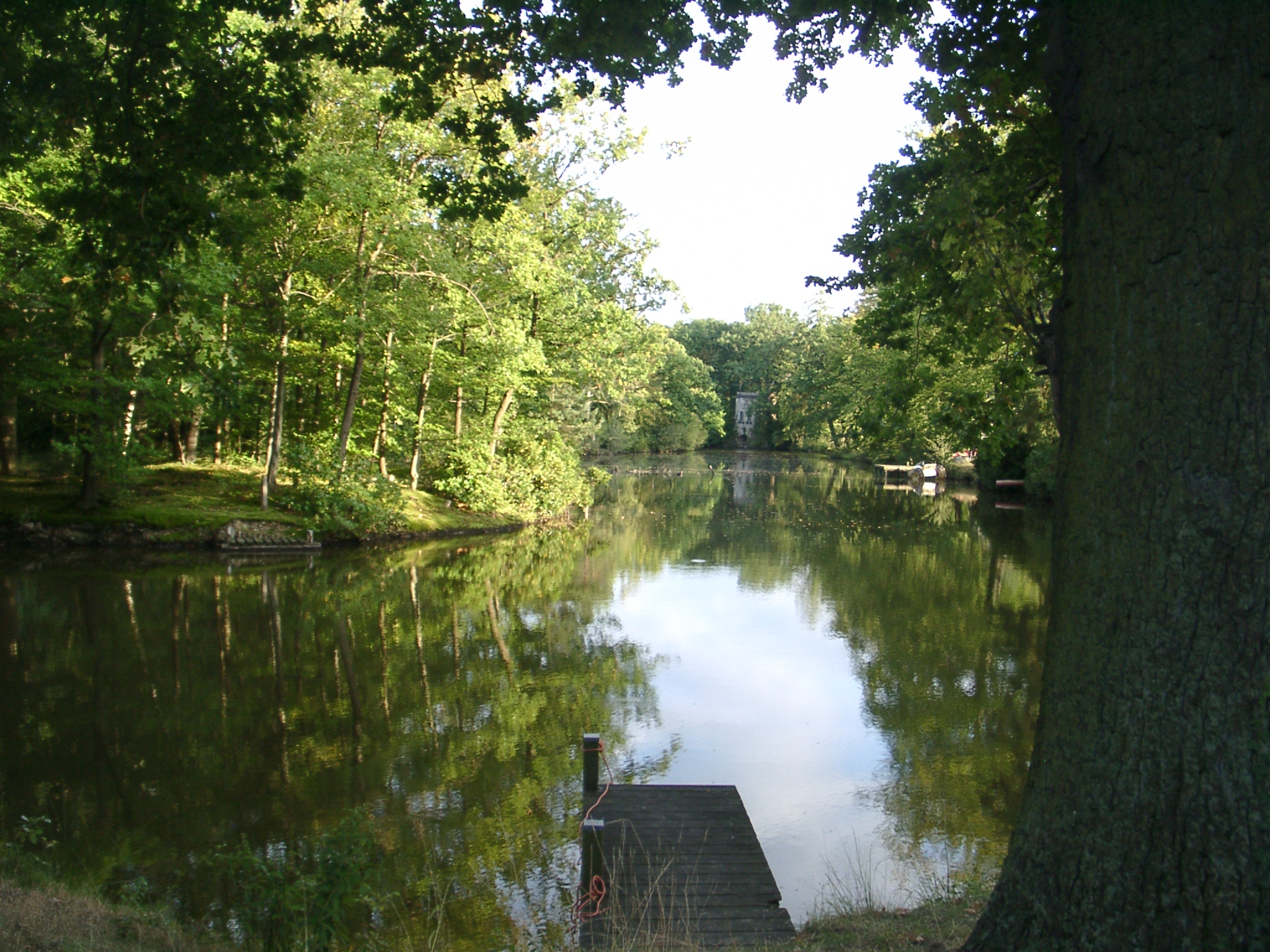
Het Schillingspark
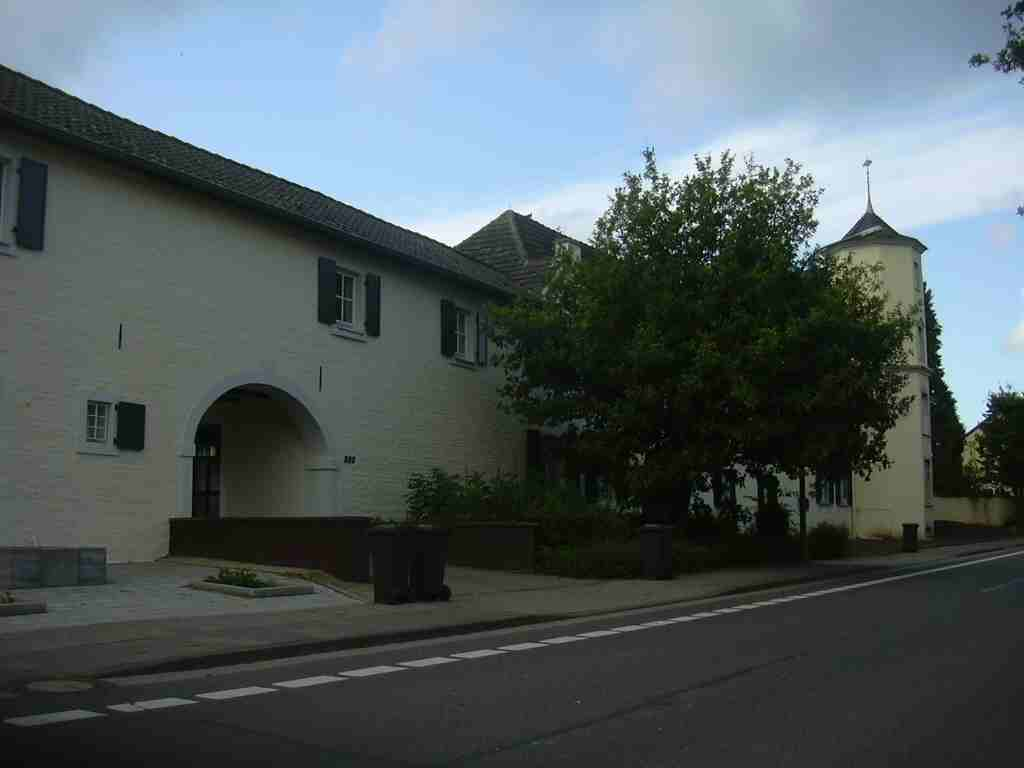
De Weiherhof
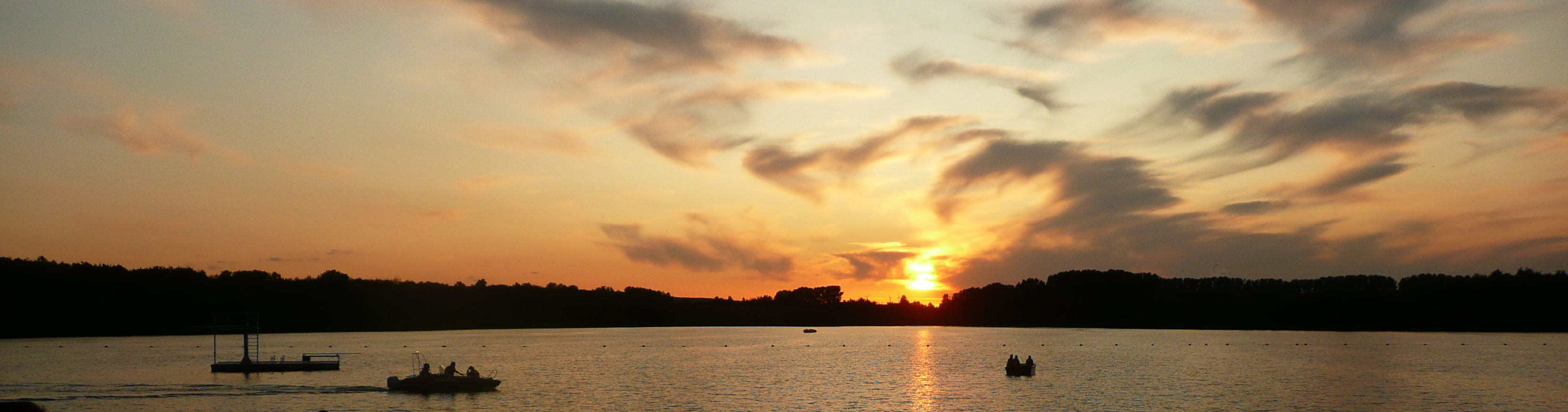
Dürener Badesee
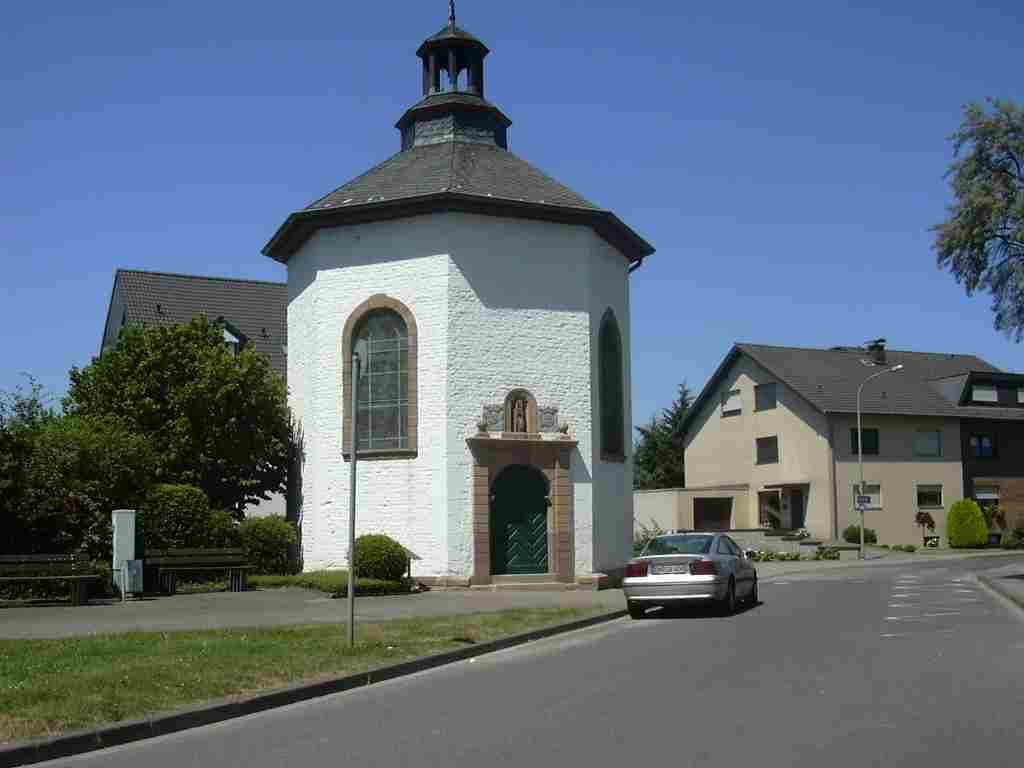
Vroeg-18e-eeuwse slotkapel

## Belangrijke personen in relatie tot de gemeente
- Carl Georg Schillings  (* 11 december 1865 op de Weiherhof te Düren-Gürzenich; † 29 januari 1921 in Berlijn) beroemd, in oostelijk Afrika actief fotograaf, aanvankelijk jager op groot wild, later een van de eerste voorstanders van natuur- en dierenbescherming. In 1905 werd zijn boek Mit Blitzlicht und Büchse[1], voorzien van 302 (natuur-)foto's van zijn hand, een bestseller.

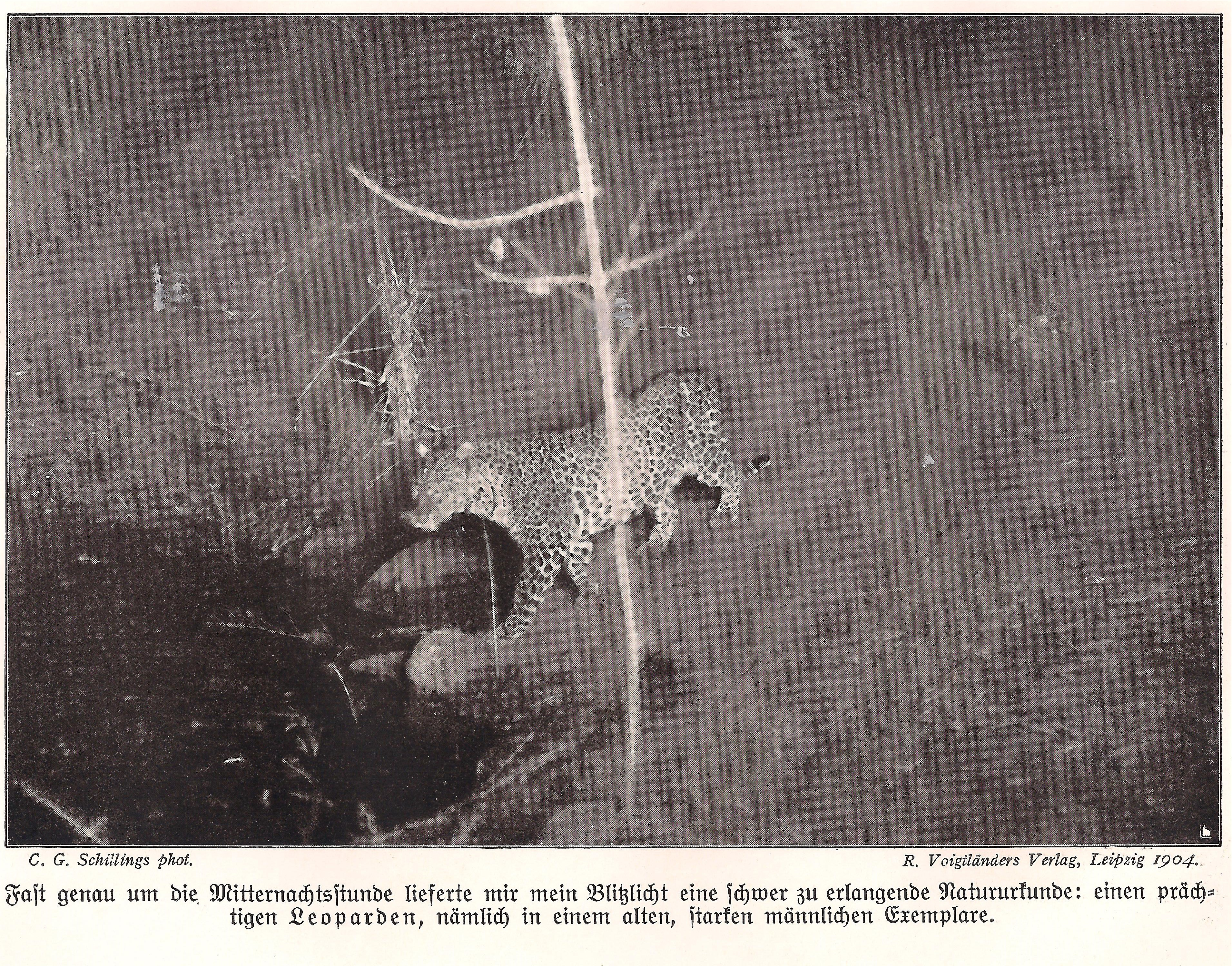
Foto van een luipaard uit Carl Schillings' boek (1904)

- Max von Schillings (* 19 april 1868 op de Weiherhof te  Düren-Gürzenich; † 24 juli 1933 in Berlijn), broer van de voorgaande; hij was een componist van opera's en andere klassieke muziek in de stijl van Richard Wagner, dirigent en theaterdirecteur; in de laatste maanden van zijn leven bleek hij een fanatiek nazi en antisemiet, hij ontsloeg talrijke joodse musici e.d.